# فوتبال در بازی‌های آسیایی ۱۹۸۶
فوتبال یکی از ورزش‌های بازی‌های آسیایی ۱۹۸۶ است که از ۲۰ سپتامبر تا ۵ اکتبر ۱۹۸۶ در سنگاپور برگزار شد.